# Villamayor de Santiago
Villamayor de Santiago község Spanyolországban, Cuenca tartományban. Villamayor de Santiago Almendros, Puebla de Almenara, Hontanaya, Los Hinojosos, Villanueva de Alcardete, Corral de Almaguer, Cabezamesada, Horcajo de Santiago, Pozorrubio, Spain és Uclés községekkel határos. Lakosainak száma 2370 fő (2024).

## Népesség
A település népessége az utóbbi években az alábbiak szerint változott:
| Lakosok száma | 2712 | 2741 | 2888 | 3078 | 3050 | 2842 | 2628 | 2481 | 2466 | 2370 |
|               | 2001 | 2004 | 2006 | 2009 | 2011 | 2014 | 2016 | 2019 | 2021 | 2024 |